# Белопоясна лястовица
Белопоясна лястовица (Atticora fasciata) е вид птица от семейство Лястовицови (Hirundinidae).

## Разпространение
Видът е разпространен в Боливия, Бразилия, Венецуела, Гвиана, Еквадор, Колумбия, Перу, Суринам и Френска Гвиана.